# Darja Jessyptschuk
Darja Jessyptschuk (ukrainisch Дарія Єсипчук, eng. Daria Yesypchuk, * 4. Oktober 2005) ist eine ukrainische Tennisspielerin.

## Karriere
Jessyptschuk begann im Alter von vier Jahren mit dem Tennisspielen und spielt bislang überwiegend Turniere auf der ITF Women’s World Tennis Tour, wo sie bisher einen Einzel- und fünf Doppeltitel gewonnen hat.

## Turniersiege

### Einzel
| Nr. | Datum            | Turnier  | Kategorie | Belag     | Finalgegnerin | Ergebnis |
| --- | ---------------- | -------- | --------- | --------- | ------------- | -------- |
| 1.  | 27. Oktober 2024 | Monastir | ITF W15   | Hartplatz | Laïa Petretic | 6:0, 6:1 |

### Doppel
| Nr. | Datum         | Turnier            | Kategorie | Belag | Partnerin             | Finalgegnerin                               | Ergebnis          |
| --- | ------------- | ------------------ | --------- | ----- | --------------------- | ------------------------------------------- | ----------------- |
| 1.  | 6. Mai 2023   | Varberg            | ITF W15   | Sand  | Darija Lopatezka      | Olivia Gram Oleksandra Olijnykowa           | kampflos          |
| 2.  | 3. Juni 2023  | Kuršumlijska Banja | ITF W15   | Sand  | Zuzanna Kolonus       | Guo Meiqi Iva Šepa                          | 7:64, 4:6, [10:8] |
| 3.  | 10. Juni 2023 | Banja Luka         | ITF W15   | Sand  | Ada Piestrzynska      | Iulia Andreea Ionescu Anastasia Safta       | 6:1, 7:5          |
| 4.  | 29. Juli 2023 | Vejle              | ITF W15   | Sand  | Anastassija Soboljewa | Rebecca Munk Mortensen Hannah Viller Møller | 7:5, 7:63         |
| 5.  | 17. Mai 2025  | Kotka              | ITF W15   | Sand  | Madelief Hageman      | Polina Bachmutkina Astrid Brune Olsen       | 6:4, 6:2          |